# Riyad Bank
La Riyad Bank ou Banque de Riyad est une compagnie de services financiers qui gère des opérations bancaires de détail et d'affaires en Arabie saoudite. Parmi l'une des plus grandes institutions financières du Moyen-Orient, la Riyad Bank est classée 838e dans le Forbes Global 2000 avec $8,9 milliards de capitalisation boursière en mai 2016.

## Histoire
La Riyad Bank est fondée le 23 novembre 1957 à Riyad. Elle fut la première banque au capital par actions du pays.
En 1998, Riyad Bank obtient une autorisation d'exercice délivrée par la banque centrale du Congo sous la dénomination Riyad Bank de la République démocratique du Congo et est inscrite à la liste des banques agréées du pays. Cependant, des papiers se perdent inexplicablement dans les bureaux des ministères et, en 15 ans, Riyad Bank n'a jamais été capable de lancer ses activités sur le territoire congolais. En janvier 2014, Riyad Bank réclame une réparation de $10 milliards (USD) à l'État congolais.
En septembre 2013, Riyad Bank signe avec Western Union pour devenir un agent de transfert.

### Évolutions techniques
En juin 2010, la page d'accueil du site de la banque est hackée par des pirates informatiques demandant le renvoi du maire de la province de Médine.
En juillet 2013, Riyad Bank choisit Calypso pour la gestion de la globalité de ses flux de trésorerie.
En septembre 2015, Riyad Bank choisit Gemalto pour assurer la fourniture des cartes de paiement sans contact,, première banque à lancer ce nouveau type de carte dans le pays.

## Gouvernance
En octobre 2016, Talal al-Qudaibi devient président du groupe bancaire, et est remplacé par Abdul Majeed Abdullah al-Mobarak à son poste de DG,.